# Michael Raven

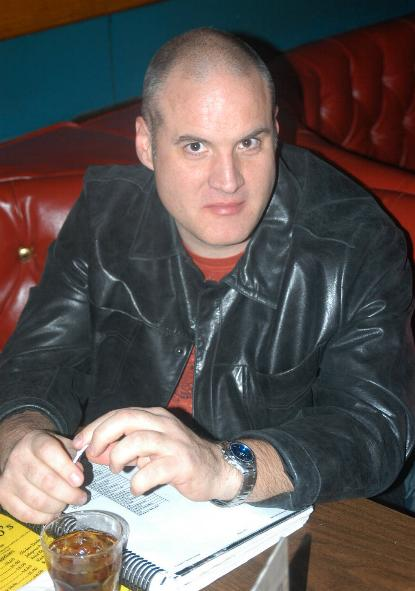
Michael Raven 2006

Michael Raven (* 1969) ist ein US-amerikanischer Pornoregisseur, -produzent und -drehbuchautor.

## Leben
Raven ist der Bruder von Thomas Priest. 
Michael Raven begann Filme zu produzieren und Regie zu führen, als er in Texas lebte. Nachdem seine erste große Produktion von einem Video-Retailer zur Verbreitung auserwählt wurde, zog er nach Los Angeles, um seine Karriere weiterzuverfolgen. Der Gründer von Wicked Pictures, Steve Orenstein wurde auf Ravens Qualitäten als Visionär des erotischen Films aufmerksam und nahm ihn unter Vertrag. Raven ist bekannt für Werke des Genre Spielfilmporno, die eine durchgehende Handlung auszeichnet.
Ravens erster Film für Wicked Pictures war Heroin, ein handlungsbetonter Film, speziell für seine Ehefrau Sydnee Steele geschrieben. Danach filmte Raven Breathless, ein Krimi-Drama mit Devinn Lane in der Hauptrolle, mit dem er 2003 den AVN Award als bester Regisseur gewann.
Zu seinen bekanntesten Filmen gehört das Werk Beautiful aus dem Jahr 2003, einer modernen Porno-Variante des Märchens Aschenputtel mit Julia Ann, Stormy Daniels sowie Brad Armstrong in den Hauptrollen. Der Film gewann 2004 drei AVN Awards. Raven gewann in der Kategorie Regie als bester Regisseur und Drehbuch.
Raven heiratete im Juni 2003 die Darstellerin Julia Ann, von der er aber inzwischen wieder geschieden ist. Zuvor war er von 1992 bis 2001 mit Sydnee Steele verheiratet.

## Auszeichnungen
- 2000 XRCO Award: „Director of the Year“
- 2001 AVN Award: „Best Editing-Film“ für Watchers
- 2001 AVN Award: „Best Screenplay-Film“ für Watchers
- 2003 AVN Award: „Best Director-Video“ für Breathless
- 2004 AVN Award: „Best Director-Video“ für Beautiful
- 2004 AVN Award: „Best Screenplay-Video“ für Beautiful
- 2008 Aufnahme in die AVN Hall of Fame